# Slovenske Konjice

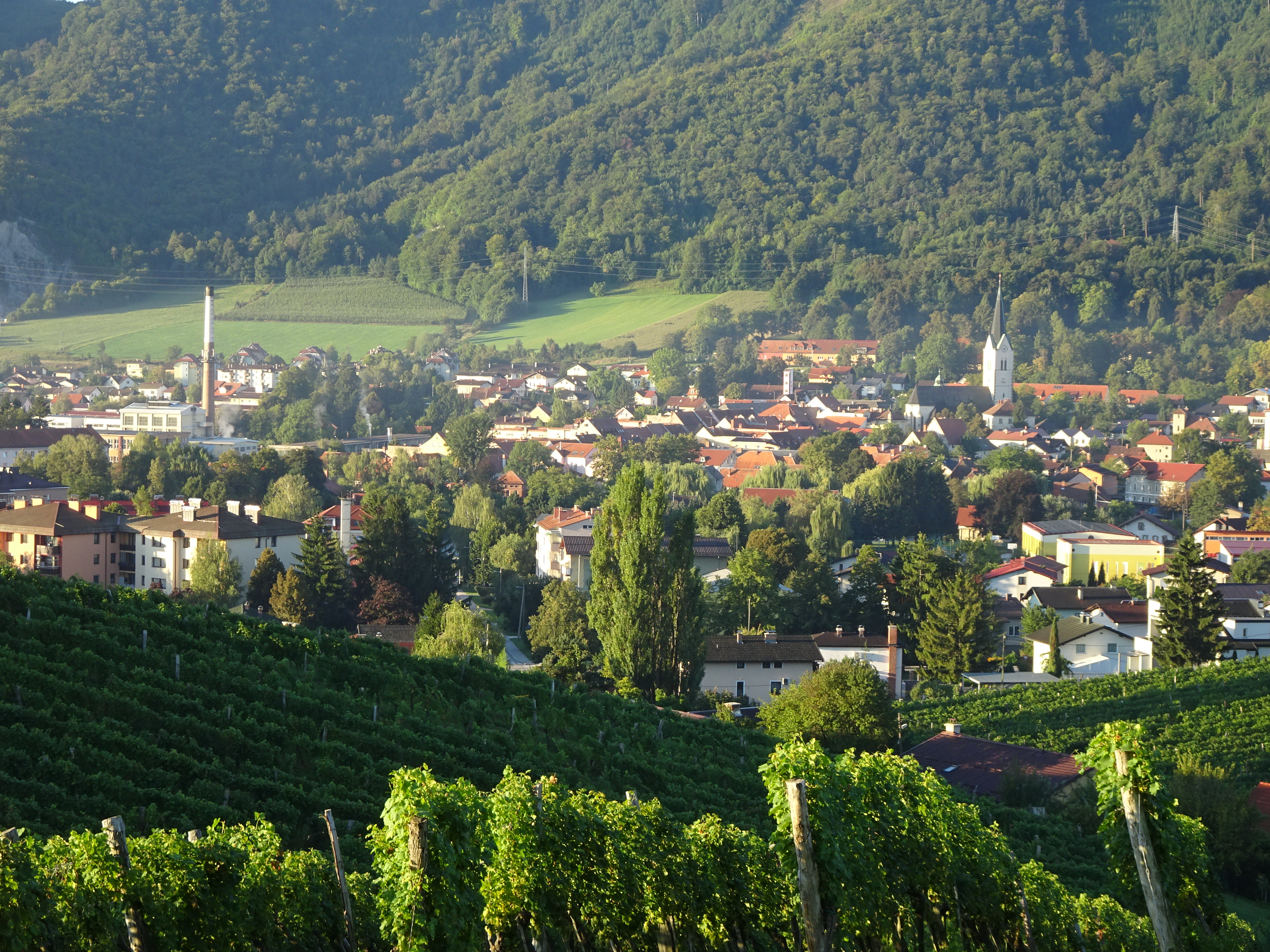
Slovenske Konjice

Die Stadt Slovenske Konjice (deutsch Gonobitz) ist der Hauptort und das Verwaltungszentrum der Gemeinde Slovenske Konjice in der historischen Landschaft Spodnja Štajerska (Untersteiermark), Region Savinjska in Slowenien.
Die Stadt liegt im oberen Dravinja-Tal (Drann) in einem Bereich, in dem der Fluss eine kleine Ebene bildet. Umgeben ist das Gebiet von hügeliger Landschaft. Das Stadtzentrum selbst liegt auf 322 m. i. J., die höchste Ergebung ist der Berg Stolpnik (Landthurmberg) mit 1012 m. i. J. an der Grenze zur Gemeinde Zreče.

## Sehenswürdigkeiten
Die Pfarrkirche St. Georg wurde erstmals 1146 erwähnt, ist jedoch früheren Ursprungs.
Die zum Teil bis heute erhaltenen Schlösser und Höfe sind vorwiegend aus dem 15. Jahrhundert: Trebenek (slow. Trebnik) (1404), Hebenstreit (slow. Hebenštrajt) (1476), Dobiehof (slow. Dobje) (1497), Golitsch (slow. Golič) (1542).

## Geschichte
Der Ortsname existiert in vielen verschiedenen Versionen: Counowiz (1146), Gonviz (1251), Gombicz (1370), Gannabitz (1570), Gonaviz (1594), Gonavitz (1630), Gonwitz (1636), Gonowitz (1662), Ganowiz (1680), Gonnawitz (1680) Die Herren von Gonobitz traten erstmals in der Mitte des 12. Jahrhunderts in Erscheinung, vermutlich als Ministerialen des Landesfürsten. Leopold de Gonvicz verkaufte dem Markgrafen Ottokar III. das Seizer Tal für das neue Kartäuserkloster Seiz.
Bis nach dem Ersten Weltkrieg war Gonobitz das Zentrum einer deutschen Sprachinsel, zu der auch die umliegenden Dörfer Kotdorf, Prerauth und Pristowa gehörten. In diesen Orten formten die Deutschsprachigen eine Mehrheit von 80–90 %.

### Burg Gonobitz
Die Burg Gonobitz ist nach der Hinrichtung von Hans Erasmus von Tattenbach verfallen und nach Rückerstattung von seinen Brüdern für 48.331 Gulden an das Kartäuserkloster Seiz verkauft worden. Nach der Auflösung der Kartause durch Joseph II. kaufte Hugo Weriand Fürst zu Windisch-Graetz die Herrschaft Gonobitz 1828 aus dem Religionsfonds.
| Besitzer der Burg Gonobitz | Jahr      |
| -------------------------- | --------- |
| Herren von Gonobitz        | 1148–1329 |
| Herren von Wilthausen      | 1329–1385 |
| Herren von Duino           | 1385–1406 |
| Herren von Walsee          | 1406–1469 |
| Landesfürst (Habsburger)   | 1496–1576 |
| Johann von Khißl           | 1576–1592 |
| Erzherzog Ferdinand II.    | 1594–1597 |
| Grafen Tattenbach          | 1597–1670 |
| Kaiser                     | 1670–1685 |
| Joh. und Otto Tattenbach   | 1685–1692 |
| Kartäuserkloster Seiz      | 1692–1783 |
| Religionsfonds             | 1783–1828 |
| Fürsten zu Windisch-Graetz | 1828–1945 |

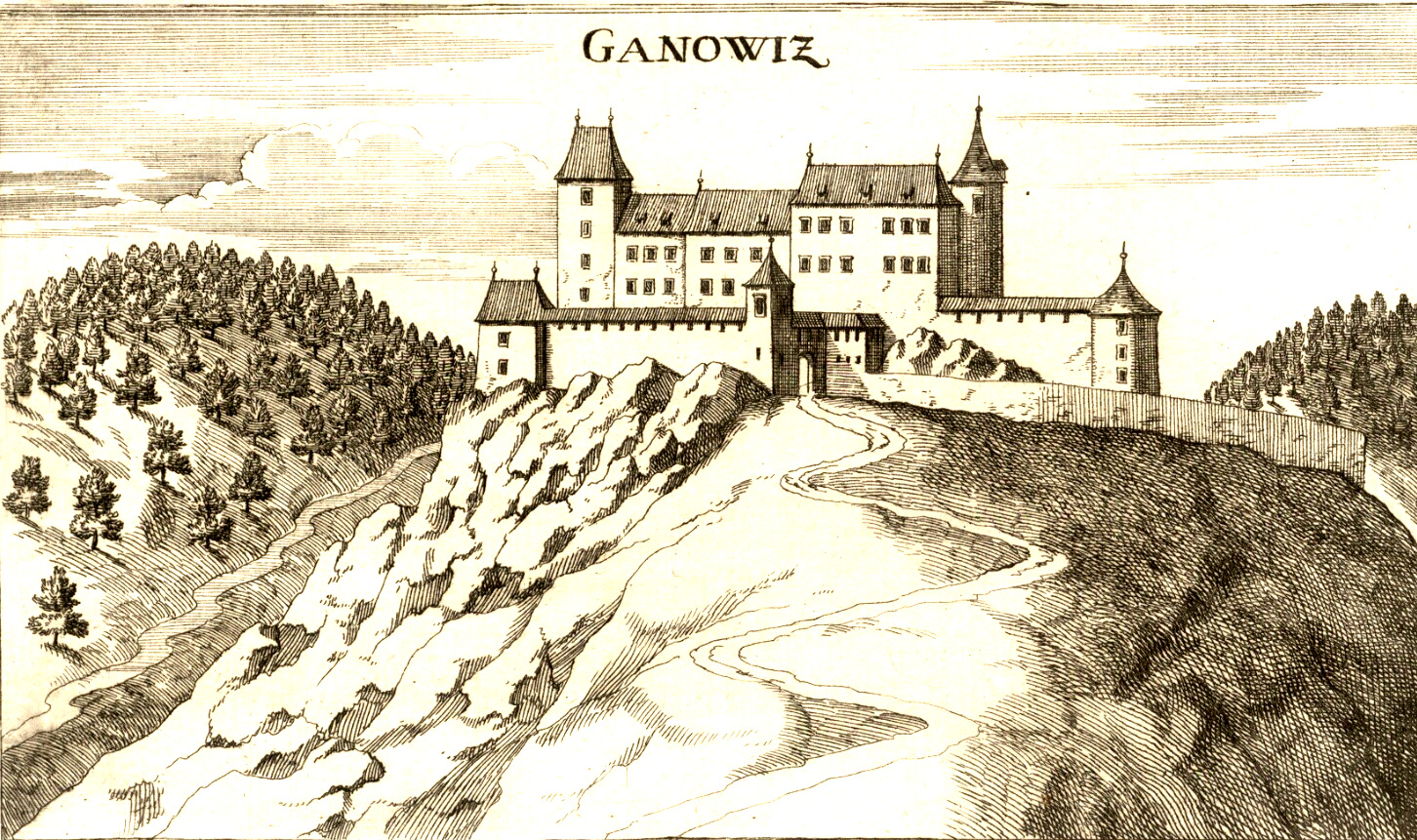
Burg nach einem Stich von Vischer (1680)
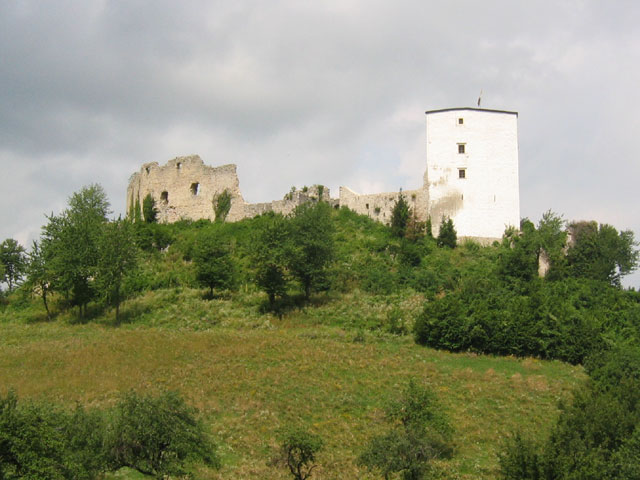
Burg Gonobitz
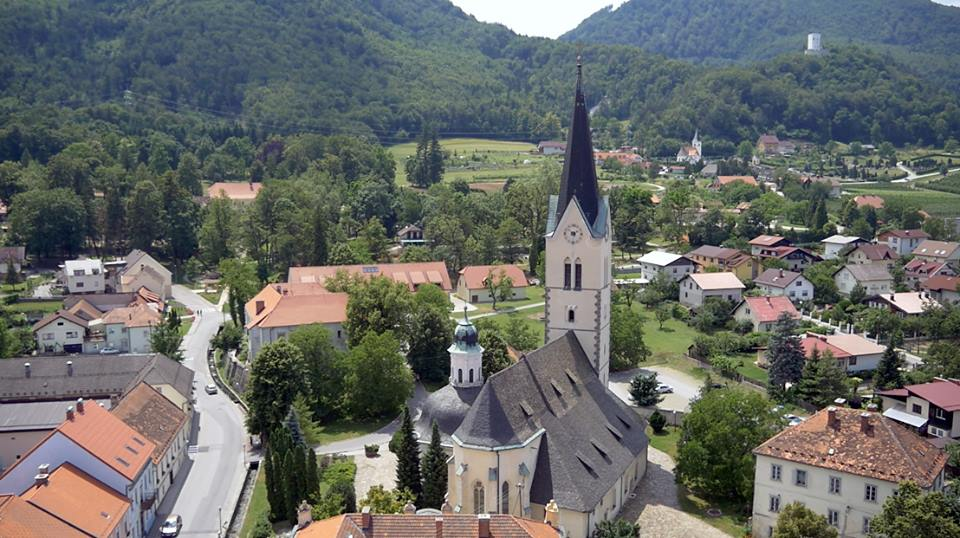
Pfarrkirche St. Georg
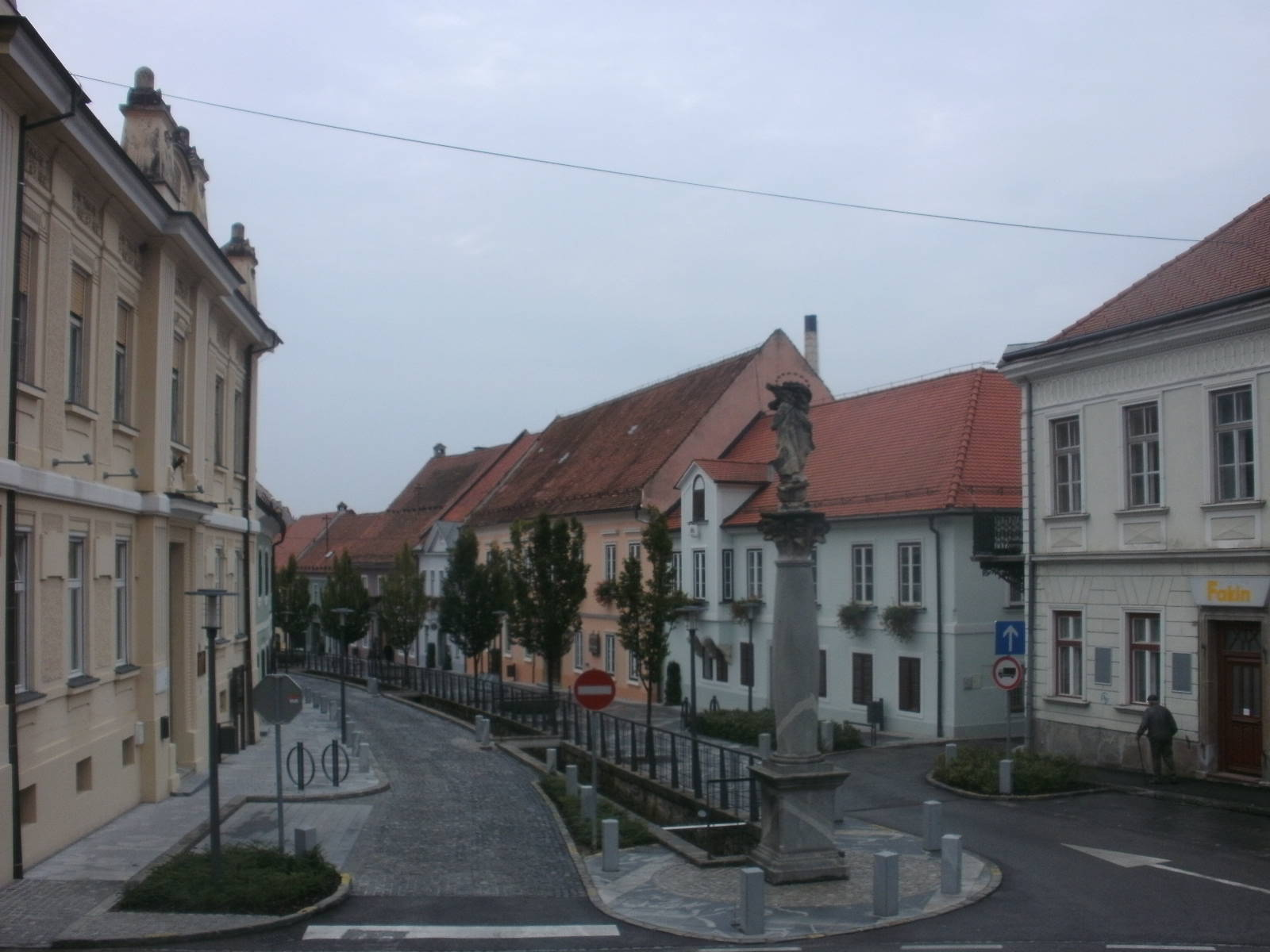
Der Platz Stari trg (deutsch etwa: Alter Platz) im Stadtzentrum
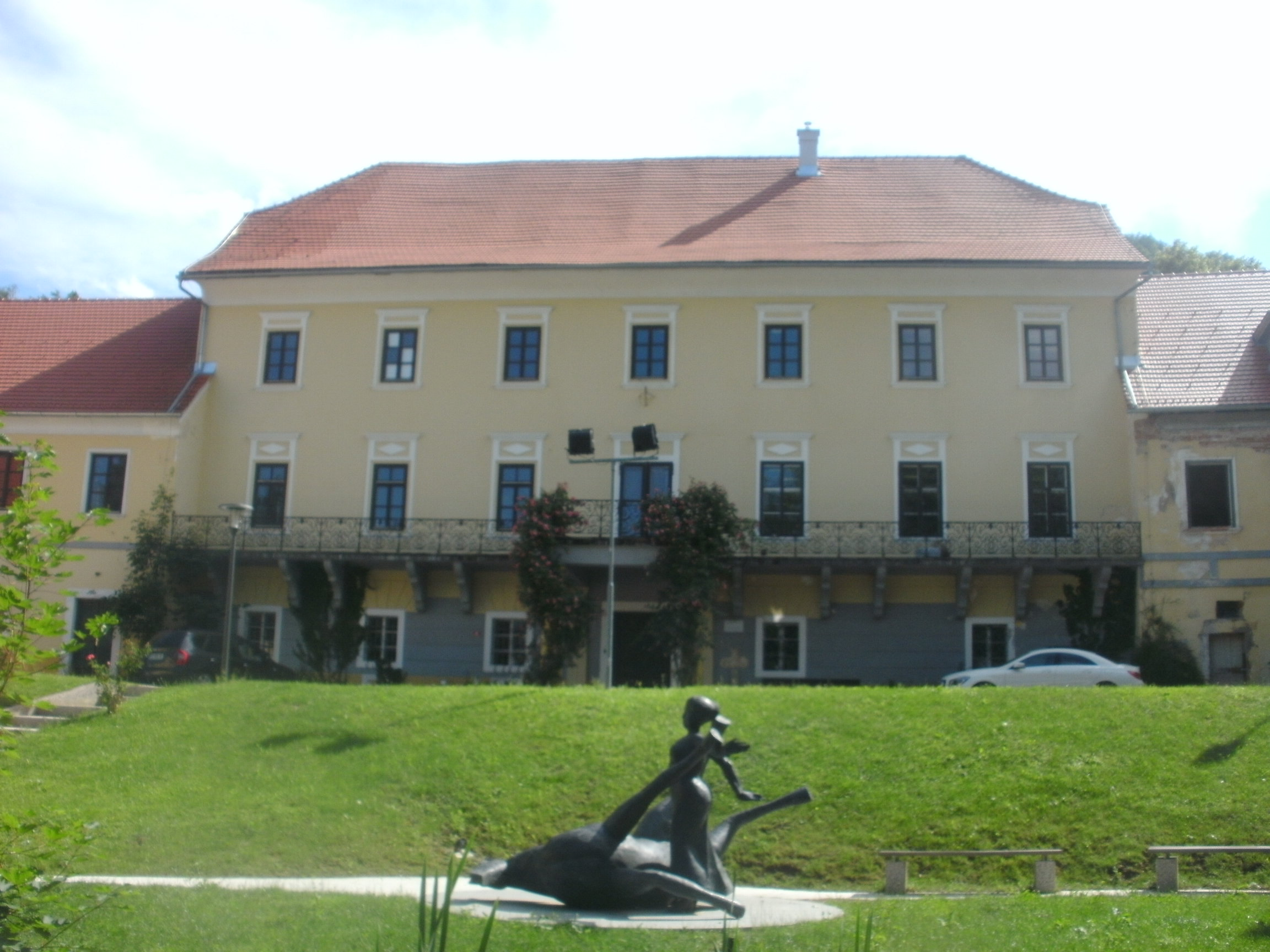
Schloss Trebnik